# Afiesl
Afiesl – dawna gmina w Austrii, w kraju związkowym Górna Austria, w powiecie Rohrbach. Liczyła 400 mieszkańców (1 stycznia 2015). 1 stycznia 2019 została połączona z gminą St. Stefan am Walde i tym samym utworzyła nową gminę St. Stefan-Afiesl.